# Битка на Маљату
Битка на Маљату се одиграла на брду Маљат код Спужа, Црна Гора, 9-10. октобра 1876. године. Збила се током црногорско-турског рата 1876-1878.

## Припреме
Послије изгубљеног боја на Тријепчу, турске снаге су ојачане и под Дервиш-пашом су наставиле напредовање од Спужа ка Даниловграду. Истог дана стижу до небрањене Височице. Црногорске снаге у околини су биле распоређене на шест група. Три батаљона Бјелопавлића под војводом Илијом Пламенцом су били на самом Маљату, а дванаест батаљона по другим групама распоређеним недалеко у резерви.

## Битка
Напад Турака на Маљат је почео 9. октобра. Упорном одбраном су Турци знатно задржани, а Пламенчеви војници су се тек сутрадан повукли ка Даниловграду. Црногорци тада изненадно нападају позадину и бокове турских снага са 12 батаљона које су чували. У жестоким борбама су турске снаге разбијене и одбачене ка Подгорици. 
С овим је нападна снага Турака на јужном фронту сломљена. Црногорци тад опсједају Подгорицу, а турска посада Медуна се предаје. 

## Губици
- Турци - 700 погинулих, 1700 рањених
- Црногорци - 150 погинулих, 350 рањених.